# Skulik omszony
Skulik omszony (Scymnus haemorrhoidalis) – gatunek chrząszcza z rodziny biedronkowatych. Zamieszkuje palearktyczną Eurazję oraz Makaronezję. Bytuje głównie na drzewach i krzewach liściastych.

## Taksonomia
Gatunek ten opisany został po raz pierwszy w 1794 roku przez Pietro Rossiego pod nazwą Coccinella analis. Została ona już wykorzystana w 1787 roku przez Johana Christiana Fabriciusa dla innego gatunku, w związku z czym za ważną uznaje się wprowadzoną w 1797 roku przez Johanna Friedricha Wilhelma Herbsta nazwę Scymnus haemorrhoidalis.

## Morfologia
Chrząszcz o owalnym, lekko wydłużonym ciele długości od 1,5 do 2,3 mm. Głowa ma żółtobrunatny kolor i zaopatrzona jest w czułki zbudowane z 10 członów. Przedplecze jest żółtobrunatne lub czerwone z czarną plamą położoną u jego podstawy, przed czarną tarczką. U samic plama ta jest bardziej rozległa niż u samców i zajmuje większą część powierzchni przedplecza, pozostawiając jasnymi jego przednią krawędź i przednie kąty. Pokrywy są czarne z żółtoczerwoną plamą wierzchołkową zajmującą końcową ćwierć ich długości. Szeregi włosków mają pośrodku pokryw przebieg prosty; włoski kierują się ku tyłowi. Brak na ciele szczecin łukowato wygiętych. Punktowanie pokryw jest nierównomierne i oprócz gęstego punktowania drobnego znajdują się na nich rozproszone punkty duże. Odnóża są żółte. Przedpiersie ma na wyrostku międzybiodrowym dwa żeberka. Spód ciała jest czarny z brunatnawym spodem tułowia i brunatnymi do czerwonych czwartym i piątym z widocznych sternitów odwłoka (wentrytów). Na pierwszym wentrycie występują pełne, półokrągłe linie udowe, sięgające  zewnętrznymi końcami do przedniej jego krawędzi. Genitalia samca mają prawie proste w widoku bocznym prącie o długości mniejszej niż długość paramer.

## Ekologia i występowanie

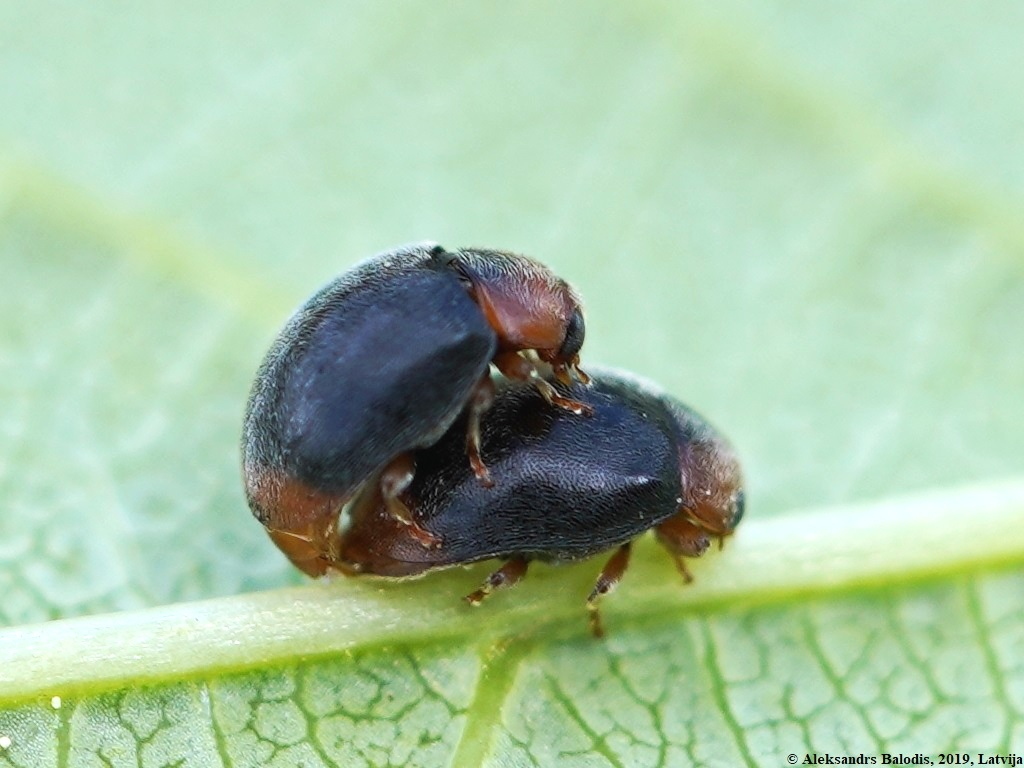
Kopulująca parka

Owad eurytopowy, występujący od nizin po niższe góry, preferujący stanowiska wilgotne. Zasiedla wilgotne łąki, pobrzeża wód słodkich, skraje lasów, stepy, stanowiska ruderalne i kamieniołomy. Bytuje głównie na drzewach i krzewach liściastych, w tym na bzie czarnym, czeremchach, głogach, leszczynach, olszach i wiśniach. Sporadycznie spotyka się go także na roślinach iglastych, trawach, w ściółce i detrytusie. Zarówno larwy jak i owady dorosłe są drapieżnikami żerującymi na mszycach.  Postacie dorosłe zimują w ściółce i wśród mchów.
Gatunek palearktyczny. W Europie znany jest z Portugalii, Hiszpanii, Wielkiej Brytanii, Francji, Belgii, Luksemburga, Holandii, Niemiec, Szwajcarii, Liechtensteinu, Austrii, Włoch, Malty, Danii, Norwegii, Szwecji, Finlandii, Estonii, Łotwy, Litwy, Polski, Czech, Słowacji, Węgier, Białorusi, Ukrainy, Mołdawii, Rumunii, Bułgarii, Słowenii, Chorwacji, Bośni i Hercegowiny, Czarnogóry, Serbii, Grecji oraz europejskiej części Rosji. Na obszarze Makaronezji występuje na Azorach, Maderze i Wyspach Kanaryjskich. W Azji zamieszkuje Przedkaukazie, Gruzję, Armenię, Azerbejdżan, Bliski Wschód, Kazachstan, Syberię i Rosyjski Daleki Wschód. Na północy sięga daleko poza koło podbiegunowe.